# Fathers and Sons
Fathers and Sons – płyta Muddy Watersa wydana w kwietniu 1969 roku.

## Lista utworów
1. "All Aboard" - 02:50
2. "Mean Disposition" - 05:40
3. "Blow Wind Blow" - 03:40
4. "Can't Lose What You Ain't Never Had" - 03:03
5. "Walking Thru The Park" - 03:20
6. "Forty Days And Forty Nights" - 03:05
7. "Standin' Round Cryin'" - 04:02
8. "I'm Ready" - 03:35
9. "Twenty Four Hours" - 04:47
10. "Sugar Sweet" - 02:16
  - Utwory bonusowe
11. "Country Boy" - 03:18
12. "I Love The Life I Live (I Live The Life I Love)" - 02:43
13. "Oh Yeah" - 03:36
14. "I Feel So Good" - 02:57
15. "Long Distance Call (live)" - 06:37
16. "Baby, Please Don't Go (live)" - 03:03
17. "Honey Bee (live)" - 03:55
18. "The Same Thing (live)" - 06:03
19. "Got My Mojo Working Part One (live)" - 03:23
20. "Got My Mojo Working Part Two (live)" - 05:12

## Twórcy
- Muddy Waters - śpiew, gitara
- Paul Butterfield - harmonijka
- Donald "Duck" Dunn - gitara basowa
- Michael Bloomfield - gitara
- Sam Lay - perkusja
- Otis Spann - fortepian
- Buddy Miles - perkusja
- Paul Asbell - gitara
- Jeff Carp - harmonijka
- Phil Upchurch - gitara basowa